# Robert Verity Clem
Robert Verity Clem (* 9. Oktober 1933 in Fall River, Bristol County, Massachusetts; † 17. September 2010 in Chatham, Barnstable County, Massachusetts) war ein US-amerikanischer Vogel- und Landschaftsillustrator. Als Aquarellist entwickelte er eine detaillierte Technik, die gleichzeitig weich, fein und anmutig war.

## Leben
Clem war der Sohn von Wendell Phillips und Edith Verity Clem. Er hatte einen Bruder.
Clem genoss keine formale Kunstausbildung, sondern erwarb, stark beeinflusst durch Louis Agassiz Fuertes, seine handwerklichen Fähigkeiten autodidaktisch. Als er 16 Jahre alt war, organisierte das Berkshire Museum in Pittsfield, Massachusetts, seine erste Soloausstellung. Clem war ein leidenschaftlicher Vogelbeobachter und zeichnete seine Objekte (zum Beispiel Greifvögel, Watvögel oder Singvögel in ihrer natürlichen Umgebung) während seiner Naturexkursionen in den Vereinigten Staaten, darunter die Küstenregionen von Texas, Kalifornien und New Jersey.
1957 erstellte er für den Fachartikel Notes on the Horned Coot, Fulica Cornuta Bonaparte, der von S. Dillon Ripley im Journal Postilla. Yale Peabody Museum of Natural History veröffentlicht wurde, eine Illustration des Rüsselblässhuhns. 1962 fertigte er eine Farbtafel für den Fachartikel Notes on the Spotted Rail in Cuba von George E. Watson in der Zeitschrift The Wilson Bulletin an. 1967 illustrierte Clem das Buch The Shorebirds of North America von Peter Matthiessen und Gardner D. Stout. Hierfür gestaltete er 32 Farbtafeln mit 75 Arten.
Das Museum of American Bird Art (auch als Mass Audubon Visual Arts Center bekannt) der Massachusetts Audubon Society in Canton präsentierte in den Jahren 2000 und 2011 unter dem Titel True to Life: Watercolors by Robert Verity Clem zwei Ausstellungen seiner Werke und besitzt mehr als 30 Clem-Kunstwerke sowie sein Archiv, einschließlich Korrespondenz und Fotos. Weitere Institutionen mit seinen Bildern sind das New Britain Museum of American Art in Connecticut, die Ewell Sale Stewart Library der Academy of Natural Sciences in Philadelphia und das Leigh Yawkey Woodson Art Museum in Wausau in Wisconsin.
Clem war ein Treuhänder der Chatham Conservation Foundation. Eine bekannte Schülerin von ihm ist die Vogelillustratorin Julie Zickefoose.